# Airstream

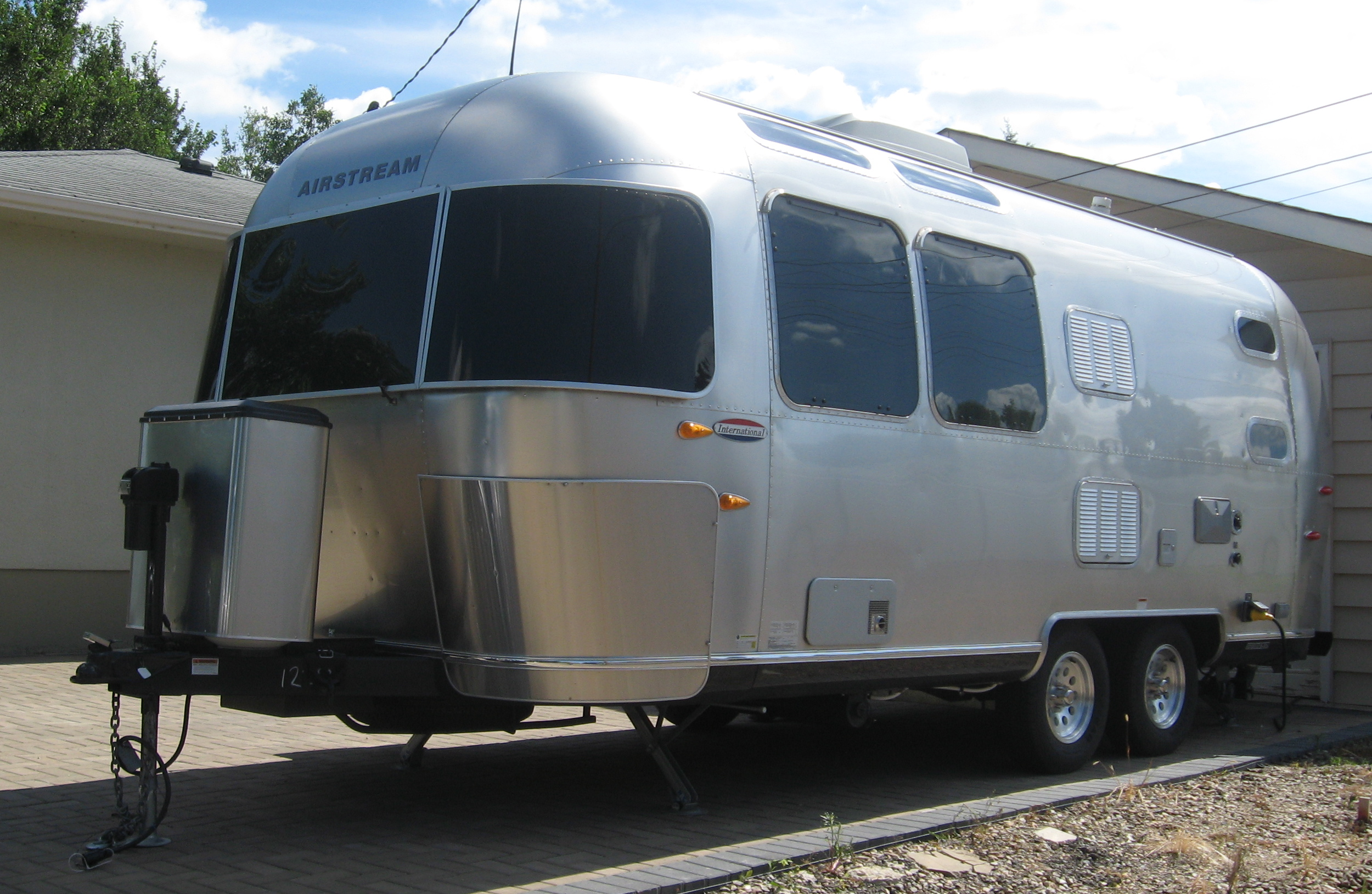
Trailer Airstream

Airstream é uma marca de veículos recreativos de luxo fabricados em Jackson Center, Ohio, Estados Unidos. Atualmente uma divisão da Thor Industries, a empresa, que emprega menos de 400 pessoas, é a mais antiga do gênero, tendo sido fundada em 1934 por Wally Byam. Os trailers Airstream são facilmente reconhecíveis pelo distinto formato arredondado de suas carrocerias de alumínio. Esta forma data da década de 1930 e é baseada em projetos criados por William Hawley Bowlus, o designer-chefe de aeronave Spirit of St. Louis, de Charles Lindbergh.